# Spice and Wolf
Spice and Wolf (狼と香辛料 Ōkami to Kōshinryō?, lit. Wolf and Spice) este o serie de romane scurte, 17 la număr, scrise de Isune Hasekura, ilustrate de Ju Ayakura și publicate de ASCII Media Works între februarie 2006 si iulie 2011. ASCII Media Works susține că peste 2,2 milioane de copii ale primelor nouă cărți au fost vândute în 2008. Această serie a fost catalogată de Mainichi Shimbun (unul dintre cele mai populare ziare din Japonia) ca un unicat la categoria romanelor fantastice datorită acțiunii concetrate pe economie, comerț si alte lucruri specifice acelor timpuri, diferențiându-se astfel de alte romane de același gen focusate pe violență sau magie.

## Subiect
Povestea se axează în jurul lui Kraft Lawrence, un negustor ambulant ce se plimbă din sat în sat pentru a face comerț cu scopul de a aduna destui bani ca să își deschidă propriul său magazin. Ajuns într-un sat ce avea ca ocupație predominantă agircultura, Lawrence se întâlnește cu o fată mai specială care îi mărturisește că ea este o zeiță a recoltei și ocrotește satul respectiv de 600 de ani. Cu toate că avea urechi de lup si o coadă stufoasă, negustorul a refuzat să o creadă și i-a cerut mai multe dovezi.  Ce a urmat apoi l-a făcut să înmărmurească de frica lupului gigantic ce se afla în fața lui.
Aceasta i-a explicat urmatoarea zi depsre felul în care dorea sa ajungă înapoi în satul natal deoarece oamenii din sat nu mai credeau in ea și dorea să afle dacă rudele ei mai sunt încă în viață.
Între ei va ajunge să se înfiripe sentimente puternice de dragoste și vor trece prin situații complicate ce îi va testa atât mental cât și fizic.